# Манпура (остров)
Манпура (англ. Manpura Island) — низменный остров в Бангладеш, расположен в северной части Бенгальского залива, в устье реки Мегхна. В административном отношении остров входит в состав округа Бхола области Барисал, образуя подокруг Манпура. В северо-западной части острова расположен город Манпура.
Остров Манпура находится к востоку от острова Бхола (крупнейший остров Бангладеш) и к западу от острова Хатия (2-й крупнейший остров страны). Он составляет примерно 22 км в длину и 5 км в ширину; имеет среднюю высоту около 2 м над уровнем моря. Площадь острова по данным на 2010 год составляет 114 км², однако она быстро сокращается из-за эрозии (особенно ей подвержено северное побережье). Так, за период с 1973 по 2010 годы площадь Манпуры сократилась на 37 км², со 148 км² до 114 км². Площадь вместе с соседними небольшими островами составляет 373 км² (площадь подокруга Манпура).
В ноябре 1970 года остров сильно пострадал от тропического циклона Бхола.